# Aeropuerto Nacional de San Cristóbal de las Casas
El Aeropuerto de San Cristóbal de las Casas antiguamente con código (Código IATA: SZT - Código OACI: MMSC - Código DGAC: SZT), fue un aeropuerto localizado a 18 kilómetros de la ciudad de San Cristóbal de Las Casas, en el estado de Chiapas, México. Actualmente se encuentra cerrado, se encargaba de manejar el tráfico aéreo de la ciudad de San Cristóbal de Las Casas y era operado por Aeropuertos y Servicios Auxiliares, una corporación del gobierno federal. 

## Información
El Aeropuerto Federal fue incorporado a la Red ASA en 1998, tenía una superficie de 165 hectáreas y su plataforma para la aviación comercial era de 6,000 metros cuadrados; además contaba con tres posiciones remotas y una pista de 2.6 kilómetros de longitud, apta para recibir aviones Boeing 737.
Fue conocido como Aeropuerto Corazón de María, y se encontraba ubicado a tan sólo 20 minutos del centro de la Ciudad de San Cristóbal de las Casas, Chiapas, México.
La primera línea aérea que operó este Aeropuerto fue Aerocaribe en 1997 y 1998, ofrecía un vuelo entre semana partiendo de la ciudad de Tuxtla Gutiérrez a San Cristóbal de Las Casas, Chiapas con un avión Cessna 402C Businessliner con capacidad de 12 pasajeros, con salida de Tuxtla Gutiérrez a las 12:30 y llegada a San Cristóbal de las Casas a las 13:00, operando martes y jueves y posteriormente de lunes a viernes.
A partir de 1999, la empresa Aeromar operó diariamente un vuelo directo entre la Ciudad de México y San Cristóbal de Las Casas, con salida del D.F., a las 8:50 y llegada a San Cristóbal de las Casas a las 10:50, con un avión ATR-42-500, con capacidad de 42 pasajeros, después fue realizado con la ruta Ciudad de México-San Cristóbal-Comitán, con la misma ruta de regreso, posteriormente ante el escaso pasaje en la ciudad de Comitán, operó únicamente en la ruta Ciudad de México-San Cristóbal de las Casas, con horario de salida del D.F., a las 10:20 y llegada a San Cristóbal a las 12:20; sin embargo en el 2002 la empresa Aeromar, determinó dejar de prestar el servicio aéreo a este aeropuerto.
En el año 2005, el Municipio de San Cristóbal de las Casas realizó gestiones con la empresa Global Air, para operar la ruta Ciudad de México-San Cristóbal de las Casas, sin que se lograra más que un vuelo de reconocimiento. 
Este aeropuerto fue poco utilizado, por el escaso interés en el mismo, pues siempre se prefirió emplear el Aeropuerto Internacional de Tuxtla que está ubicado en el Municipio de Chiapa de Corzo, a más de una hora quince minutos de San Cristóbal de Las Casas.
En sus últimos años de servicio, el Comité Estatal de Vinculación del Colegio de Estudios Científicos y Tecnológicos del Estado de Chiapas (Cecytech) y la Cámara Nacional de Comercio, Servicios y Turismo de San Cristóbal de las Casas, estuvieron impulsando la reactivación del aeropuerto, iniciando platicas con las empresas aéreas, Aerotucán, Aero San Cristóbal y MexicanaLink.
Contaba con estacionamiento propio, con capacidad de 45 lugares, así como servicio de restaurante.
Finalmente el día 21 de julio del 2010, este aeropuerto, fue desmantelado por Aeropuertos y Servicios Auxiliares, que retiró todo el equipo de aeronavegación e instalaciones aeroportuarias.